# Młody Indiana Jones: Pawie oko
Młody Indiana Jones: Pawie oko (ang. The Adventures of Young Indiana Jones: Treasure of the Peacock's Eye) – amerykański film przygodowy z 1999 roku w reżyserii Carla Schultza będący osiemnastą częścią Wielkiej Księgi Przygód Indiany Jonesa. Po raz pierwszy został wyemitowany jeszcze jako odcinek serialu Kroniki młodego Indiany Jonesa, 15 stycznia 1995 roku na kanale Family Channel.

## Obsada
- Sean Patrick Flanery – Indiana Jones
- Ronny Coutteure – Remy
- Adrian Edmondson – Zyke
- Jayne Ashbourne – Lily
- Tom Courtenay – Bronisław Malinowski
- Pip Torrens – Howard Carter
- William Osborne – E.M. Forster
- Gareth Marks – Jongrann
- Frank Metha Allam – Jambi
- Anthony Chinn – Ku Wong
- Alice Lau – Jin Ming
- Karl Seth – Hotel Clerk
- Matthew Solon – Captain Hales
- Colleen Passard - Suzette
- Frederick Treves - sir Peregrine Prentiss

## Fabuła
„Rozdział 18 Wielkiej Księgi Przygód Indiany Jonesa pokazuje Indy’ego wśród wysp Południowego Pacyfiku poszukującego legendarnego diamentu. Wojna w Europie dobiega końca, ale dla Indy’ego rozpoczyna się nowa przygoda, gdy z ust tajemniczego umierającego słyszy słowa „Pawie Oko"! Już wkrótce wraz z Remym podąży tropem najcenniejszego dziedzictwa Aleksandra Macedońskiego. Śledzony przez niebezpiecznego Jednookiego, Indy wyruszy szlakiem klejnotu z Londynu przez Aleksandrię aż po Południowy Pacyfik. Tam stoczy prawdziwą bitwę z bandą chińskich piratów. Porzucony na pustynnej wyspie na pastwę łowców głów i kanibali, Indy spotka sławnego antropologa Bronisława Malinowskiego i podejmie decyzję, która zaważy na całym jego życiu.” .